# Aéroport de Clermont-Ferrand-Auvergne
Pour les articles homonymes, voir CFE.
L’aéroport de Clermont-Ferrand-Auvergne (code IATA : CFE • code OACI : LFLC) est un aéroport français situé majoritairement dans la commune d’Aulnat à six kilomètres du centre-ville de Clermont-Ferrand, dans le département du Puy-de-Dôme en région Auvergne-Rhône-Alpes. Il dessert la ville de Clermont-Ferrand ainsi que ses environs.
Avec un profil de clientèle majoritairement « affaires », l'aéroport a accueilli 430 000 passagers en 2018 en faisant le 31e aéroport français métropolitain quant à la fréquentation. En 2022, il offre deux rotations quotidiennes vers l'aéroport de Paris-Charles-de-Gaulle et une desserte régulière vers Ajaccio et Porto.
Il est ouvert au trafic national et international commercial, régulier ou non, aux avions privés, aux IFR, aux VFR et au trafic de nuit. Il possède une piste bitumée de 3 000 mètres et 2 pistes en herbe de 900 et 700 mètres.
Propriété du Syndicat mixte de l’Aéroport de Clermont-Ferrand Auvergne (composé du Conseil régional d’Auvergne-Rhône-Alpes, de Clermont Auvergne Métropole et du Conseil départemental du Puy-de-Dôme), son exploitation est assuré depuis 2015 par Vinci Airports. Précédemment (2008); elle était assurée par un groupement constitué de Vinci Airpot et de Keolis.

## Localisation
Situé à l'est de Clermont-Ferrand et de l'autoroute A71 (l'extrémité ouest de la piste principale est à moins de 400 mètres de cette dernière), l'aéroport s'étend sur 400 hectares (4 km2)), majoritairement sur la commune d'Aulnat, au sud du bourg, mais également sur la commune de Clermont-Ferrand pour sa partie ouest (dont une partie du terminal passagers et le terminal Affaires) et son emprise mord à l'est sur les territoires de Lempdes et de Pont-du-Château.

## Propriété et exploitation
L'aéroport est la propriété depuis 2007 de Syndicat mixte de l’Aéroport de Clermont-Ferrand Auvergne, composé du Conseil régional d’Auvergne-Rhône-Alpes (40%), de Clermont Auvergne Métropole (32%) et du Conseil départemental du Puy-de-Dôme (28%r).
Le 1er janvier 2008, le Syndicat mixte a attribué l’exploitation de l’aéroport au groupement constitué à parité de Vinci Airports et Keolis déjà partenaires dans le cadre de l’exploitation des aéroports de Grenoble et  de Chambéry. Le 1er janvier 2015, Vinci Airports a renouvelé son contrat de gestion de l'aéroport Clermont-Ferrand pour une durée de 12 ans. Il comprend l’exploitation, le développement aérien, l’entretien et la maintenance de la plateforme aéroportuaire : aérogare, pistes et équipements ainsi que des implantations commerciales.

## Historique
L’aéroport de Clermont-Ferrand a été créé en 1916 pour répondre aux efforts de la Première Guerre mondiale et en particulier pour permettre l'envol des avions fabriqués par Michelin. L’entreprise de fabrication de pneumatiques se lance à l’époque dans la construction d’avions afin de répondre aux besoins de l’armée française. Elle a produit principalement des Breguet sous licence. Ce qu’on appelle alors aérodrome d'Aulnat est très rapidement équipé d’une piste en ciment, en 1925, la première "piste en dur" au monde,. Il reste un fragment de cette piste sous la maquette du Breguet-Michelin en inox qui trône devant l’aérogare.
La première ligne commerciale ouvre en 1929, en reliant Genève à Bordeaux, via Lyon et Clermont-Ferrand.

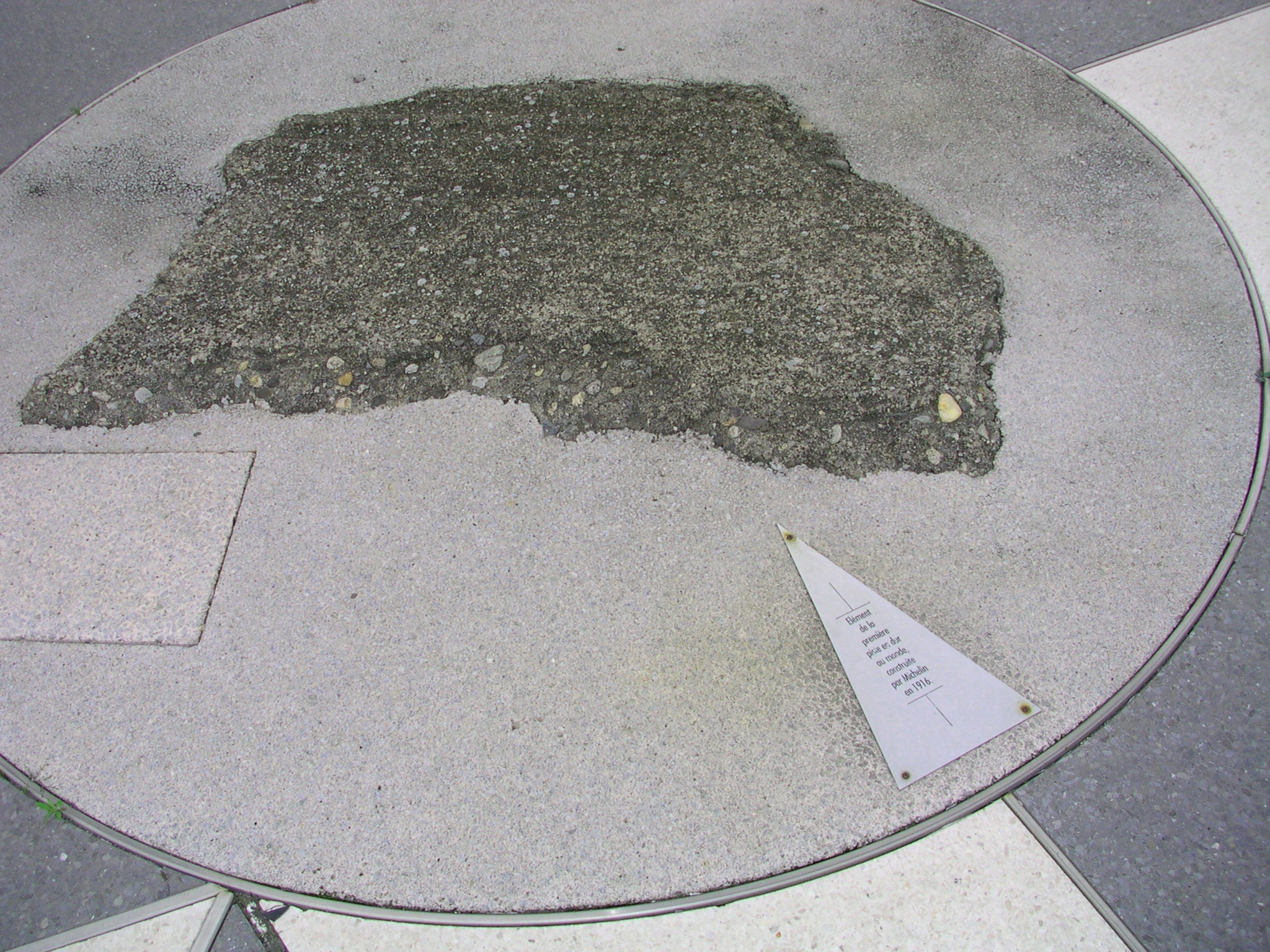
Morceau de la piste de 1916, exposé devant l’aéroport actuel

En 1936, à la veille de la Seconde Guerre mondiale, la base aérienne 745 Aulnat s’installe à côté de l’aéroport, puis en 1939, les Ateliers Industriels Aéronautiques (AIA) destinés à la maintenance des avions militaires. En novembre 1942, avec l'invasion de la zone libre par les Allemands, la base est occupée puis utilisée par la Luftwaffe à partir de 1943. Elle subit un important bombardement américain dans la matinée du 30 avril 1944. Des chasseurs P 47 et P 51 Mustang détruisent au sol une trentaine d'avions allemands et abattent quatre chasseurs Focke-Wulf Fw 190 qui avaient réussi à décoller puis des Boeing B-17 Flying Fortress, en haute altitude larguent plus six cents bombes de 500 kg sur le site. Les objectifs alliés étaient de stopper la production dans les ateliers et d'empêcher l'entraînement des pilotes sur la base aérienne. Quelques bombes toucheront le bourg d'Aulnat, tuant huit personnes et en blessant quinze autres. Après la libération de la ville, l'aérodrome sera utilisé par l'United States Army Air Forces (USAAF) en 1944. Depuis 1985, la base 745 est fermée mais il reste l’AIA.
La liaison Clermont-Ferrand – Paris, assurée par Air Inter, ouvre en 1961.
La compagnie C.A.L. (Compagnie Aérienne du Languedoc basée sur l'aéroport d'Albi) déménageait de l'aéroport de Limoges au début des années 80 pour s'installer à Aulnat et ouvrir vers lignes vers Marseille, Lyon, Toulouse, Bordeaux et Nice. Elle partira sur l'aéroport de Montpellier en 1988 pour rejoindre les infrastructures d'Air Littoral (dont le rachat a commencé en 1986).
L'aérogare actuelle a été construite en 1973 et a été agrandie en 1992 : l’aéroport devient alors un des plus modernes de France ; il est agrandi avec la construction de 3 satellites en 2000 pour atteindre une surface de 32 000 m2. Cette transformation permet de dépasser deux millions de passagers par an, soit cinq fois le trafic de 2009 avec un effectif des salariés de 176 personnes.

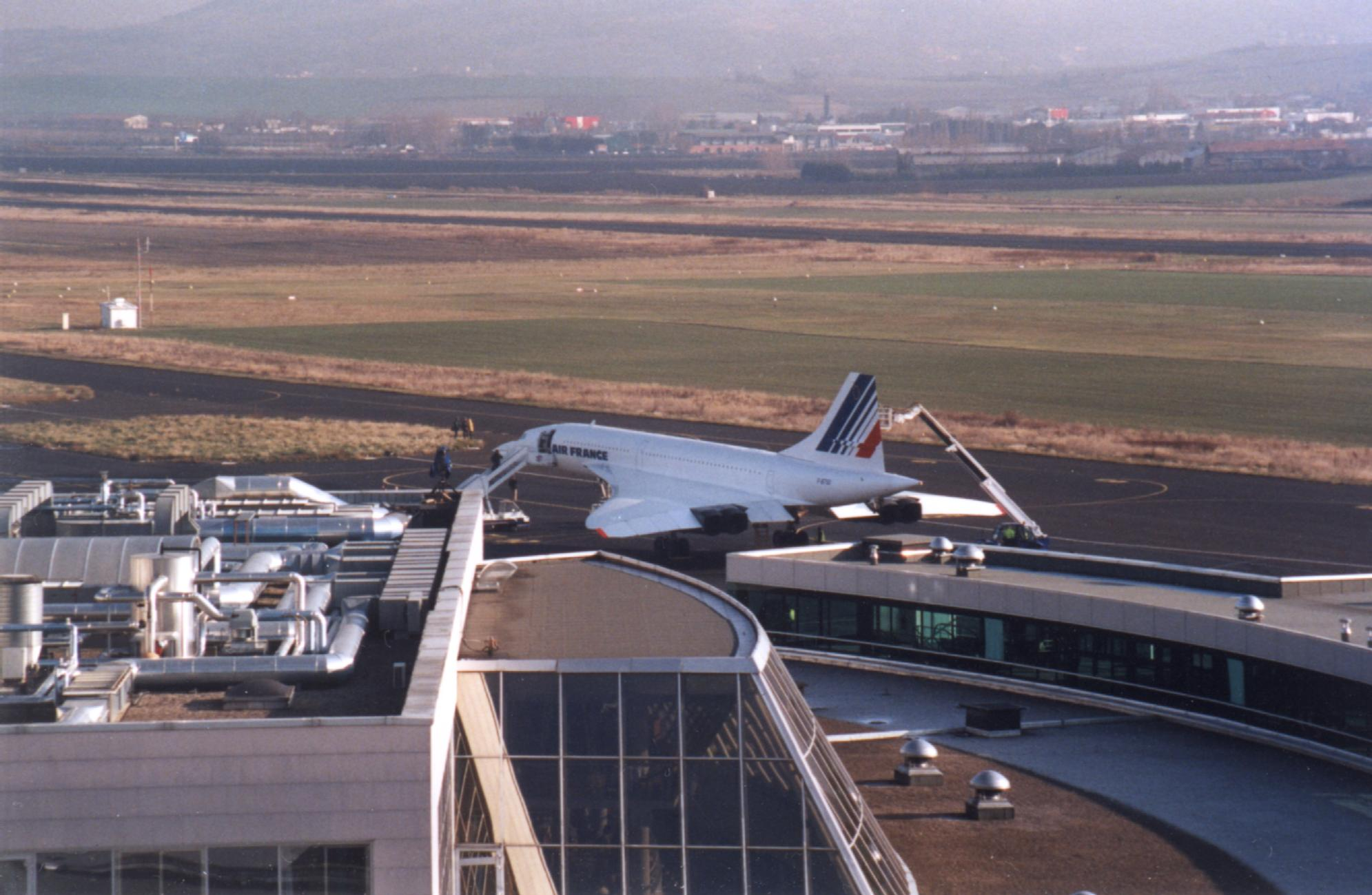
Le concorde d'Air France à Clermont-Aultnat en 2001.

L’aéroport peut accueillir des avions tels que le Boeing 747 et l’Airbus A380-800 ; il est l’un des rares au monde à avoir accueilli l’Airbus A300-600ST Beluga en 1999 et le Concorde en 2001 à la suite de la fourniture par Michelin de pneus plus résistants à la suite du drame de Gonesse. L’Airbus A380 est venu faire un touch-and-go en 2006.
Afin d’améliorer la desserte de l’aéroport, une halte ferroviaire a été mise en service fin 2011 à proximité immédiate sur la ligne de Clermont-Ferrand à Saint-Étienne.
Longtemps le hub de la compagnie locale Regional Airlines (qui à la suite de son rachat par Air France s'est exportée sur l'aéroport de Lyon en 2003 au moment de la fusion avec Brit Air et Airlinair), l'aéroport a accueilli une seconde compagnie locale en novembre 2016, FlyKiss, compagnie du groupe Enhance Aéro, société de maintenance aéronautique basée sur l'aéroport depuis 2007 (liquidée en novembre 2018). Elle desservait Brest, Lille, Londres-Luton, Nice et Strasbourg au départ de Clermont-Ferrand et avait transporté près de 15 000 passagers en 6 mois d'exploitation en ERJ145 de 49 places. Elle était en concurrence avec Hop Air France sur sa ligne avec Nice et Ryanair sur Londres. Faute de passagers suffisants, elle mettait fin à ses opérations en mai 2017.
En avril 2021, l'aéroport de Clermont-Ferrand devient le 1er aéroport français à proposer du carburant composé à 30 % de carburant durable d'aviation (en anglais SAF pour Sustainable Aviation Fuel) fabriqué à partir d'huiles alimentaires usagées, et destiné à Michelin Air Services,.
Le 17 novembre 2022, l'aéroport se dote de la première dégivreuse 100% électrique pour avion du monde. Elle est fabriquée par l'entreprise Vestergaard Company et se nomme  e-Mini MY Lite. D'une autonomie de 40 à 75 kilomètres, elle peut embarquer, dans deux réservoirs, un total de 4000 litres de liquide de dégivrage. Elle permet d’assurer le traitement des petits et moyens porteurs. Elle réduira également le temps d'opération de dégivrage,.

## Administration
En janvier 2008, Le Syndicat mixte de l'aéroport de Clermont-Ferrand Auvergne (SMACFA) (composé à 40 % du conseil régional d'Auvergne, 32 % de Clermont Communauté et 28 % du conseil général du Puy-de-Dôme), nouveau propriétaire de l'Aéroport de Clermont-Ferrand Auvergne, a attribué l'exploitation de l'aéroport au groupement privé constitué à parité de VINCI Airports et de Keolis Airport, déjà partenaires dans le cadre de l'exploitation des aéroports de Grenoble et de Chambéry. La même année la Société d'Exploitation de l'Aéroport de Clermont-Ferrand Auvergne est créée. Ce contrat de délégation de service public d'exploitation est reconduit pour 12 ans en 2015 par VINCI Airports.
En 2008, le groupement Vinci-Keolis Airports était le seul candidat à la reprise de l'aéroport; en 2015, la clôture des dépôts s'est faite le mercredi 28 mai 2014 et ils seront cette fois-ci trois à vouloir reprendre le flambeau[réf. souhaitée] : Vinci Airports, SNC-Lavalin, et Transdev.
Le 2 décembre 2014, VINCI Airports a été renouvelé par le Syndicat mixte de l’aéroport de Clermont-Ferrand Auvergne pour la gestion de la plate-forme de Clermont-Ferrand Auvergne. Ce contrat, qui est entré en vigueur le 1er janvier 2015 pour une durée de 12 ans, prend la forme d’une délégation de service public d’exploitation. Il comprend l’exploitation, le développement aérien, l’entretien et la maintenance de la plateforme aéroportuaire : aérogare, pistes et équipements ainsi que des implantations commerciales. Un programme de 13,3 millions d'euros est prévu à la charge du délégataire. Le propriétaire-délégant (SMACFA) assure quant à lui un programme d'investissements à hauteur de 42 millions d'euros.
Dirigé par Cyril Girot pour la SEACFA de 2016 à 2019 et par Véronique Barlet pour le SMACFA, l'aéroport Clermont-Ferrand Auvergne a enregistré en 2018 un record de trafic sur les 10 dernières années.
Le président actuel du SMACFA est Frédéric Aguilera (depuis octobre 2021).
Le directeur actuel du SMACFA est Emmanuel Bouhier (depuis février 2019).
La présidente actuelle de la SEACFA est Sabine Granger (depuis février 2021).
Le directeur actuel de la SEACFA est Hervé Bonin (depuis novembre 2021) .

## Activité de maintenance
L'aéroport abrite le centre de maintenance de la compagnie Air France Hop, filiale d'Air France. Il comporte deux hangars dont 7 étant en construction, pouvant accueillir des avions jusqu'à l'A321, une zone de point fixe pour les essais moteurs en formes de U avec des murs de 7 m de haut et d'une surface de 2 800 m2.
L'AIA répare et entretient des aéronefs militaires français.

## Statistiques

### Passagers
De 1992 à 2002, le trafic a connu une forte augmentation ; en 2002, il s'élevait à 1 090 417 passagers. Ensuite, il est retombé à 398 934 en 2011 à la suite du rachat de Regional Airlines par Air France et à la délocalisation du hub de cette compagnie sur l'aéroport de Lyon en 2003.
L'arrivée sur la plate-forme des compagnies FlyBe puis de Ryanair en 2013 a contribué à porter le trafic à 425 000 passagers en 2014. En 2018, grâce à une amélioration de la ponctualité d'Air France vers Orly, de la croissance vers Amsterdam, et l'ouverture de lignes par Ryanair et Tui Fly le trafic annuel atteint 430 958 passagers.
Le graphique qui aurait dû être présenté ici ne peut pas être affiché car il utilise l'ancienne extension Graph, désactivée pour des questions de sécurité. Des indications pour créer un nouveau graphique avec la nouvelle extension Chart sont disponibles ici.

Voir la requête brute et les sources sur Wikidata.
| Année     | 1992            | 1996     | 1997       | 1998        | 1999       | 2000          | 2001    | 2002      |
| --------- | --------------- | -------- | ---------- | ----------- | ---------- | ------------- | ------- | --------- |
| Passagers | 260 490         | 445 000  | 597 961    | 728 026     | 872 927    | 940 108       | 863 975 | 1 090 417 |
| Variation | en augmentation | +70,83 % | +34,37 %   | +21,75 %    | +19,9 %    | +7,69 %       | -8,09 % | +26,2 %   |
| Année     | 2003            | 2004     | 2005       | 2006        | 2007       | 2008          | 2009    | 2010      |
| Passagers | 955 997         | 637 317  | 592 372    | 567 406     | 555 811    | 522 765       | 393 275 | 377 330   |
| Variation | -12,32 %        | -33,33 % | -7,05 %    | -4,21 %     | -2,04 %    | -5,94 %       | -24,7 % | -4,05 %   |
| Année     | 2011            | 2012     | 2013       | 2014        | 2015       | 2016          | 2017    | 2018      |
| Passagers | 398 934         | 385 676  | 425 896    | 424 653     | 400 295    | 400 461       | 396 323 | 421 303   |
| Variation | +5,7 %          | -3,3 %   | +10,4 %    | -0,3 %      | -5,7 %     | en stagnation | -1 %    | +7,6 %    |
| Année     | 2019            | 2020     | 2021       | 2022        | 2023       | 2024          |         |           |
| Passagers | 426 360         | 114 941  | 92 039     | 188 641     | 230 617    | 228 645       |         |           |
| Variation | +1,2 %          | -73,3%   | ▼ −19,93 % | ▲ +104,96 % | ▲ +22,25 % | ▼ −0,86 %     |         |           |

### Fret
| Année   | 1997  | 1998 | 1999 | 2000 | 2001 | 2002  | 2003  | 2004 | 2005  | 2006 | 2007 | 2008 | 2009 | 2010  | 2011  | 2012  | 2013  | 2014  | 2015  | 2016  | 2017  | 2018  | 2019  | 2020  | 2021  | 2022  | 2023  | 2024  |
| ------- | ----- | ---- | ---- | ---- | ---- | ----- | ----- | ---- | ----- | ---- | ---- | ---- | ---- | ----- | ----- | ----- | ----- | ----- | ----- | ----- | ----- | ----- | ----- | ----- | ----- | ----- | ----- | ----- |
| Tonnage | 1 226 | 558  | 388  | 347  | 941  | 1 233 | 1 205 | 852  | 1 373 | 652  | 681  | 660  | 943  | 1 667 | 1 109 | 2 358 | 2 343 | 2 163 | 1 357 | 1 693 | 1 783 | 1 383 | 2 330 | 2 219 | 2 021 | 2 871 | 2 961 | 3 540 |

### Fret postal
| Année   | 1997  | 1998  | 1999  | 2000  | 2001  | 2002  | 2003  | 2004  | 2005  | 2006  | 2007  | 2008 | 2009 | 2010 | 2011  | 2012  | 2013  | 2014 | 2015 | 2016 | 2017 | 2018 | 2019 | 2020 | 2021 | 2022 |
| ------- | ----- | ----- | ----- | ----- | ----- | ----- | ----- | ----- | ----- | ----- | ----- | ---- | ---- | ---- | ----- | ----- | ----- | ---- | ---- | ---- | ---- | ---- | ---- | ---- | ---- | ---- |
| Tonnage | 1 651 | 1 916 | 1 867 | 1 829 | 2 122 | 3 112 | 3 352 | 3 746 | 3 281 | 3 055 | 1 033 | 686  | 840  | 868  | 1 411 | 1 364 | 1 135 | 0    | 0    | 0    | 0    | 0    | 0    | 0    | 0    | 0    |

### Mouvements d'avions
En 2010 on compte en moyenne 30 mouvements commerciaux passagers par jour à destinations de plusieurs aéroports grâce à Régional. S'ajoute un vol postal quotidien, quelques mouvements d'appareils militaires et l'activité de l'aviation légère et d'affaire. Une dizaine de mouvements supplémentaires sont enregistrés quotidiennement l'été et/ou pour des vols charters, essentiellement à destination du Bassin méditerranéen.
De 2002 à aujourd'hui, le trafic est globalement en baisse, avec une légère reprise entre 2007 et 2008 ainsi qu'une nouvelle fois en 2011, puis une nouvelle baisse  en 2012, surement dû à la fermeture des lignes vers Madrid et Nantes.
| 2000   | 2001   | 2002   | 2003   | 2004   | 2005   | 2006   | 2007   | 2008   | 2009   | 2010   | 2011   | 2012   | 2013   | 2014   | 2015   | 2016   | 2017   | 2018   | 2019   | 2020   | 2021   | 2022   |
| ------ | ------ | ------ | ------ | ------ | ------ | ------ | ------ | ------ | ------ | ------ | ------ | ------ | ------ | ------ | ------ | ------ | ------ | ------ | ------ | ------ | ------ | ------ |
| 69 949 | 64 967 | 73 901 | 63 281 | 54 317 | 48 875 | 49 092 | 53 064 | 50 664 | 45 597 | 41 308 | 42 747 | 32 671 | 34 410 | 35 725 | 34 777 | 35 410 | 35 074 | 36 985 | 36 590 | 25 633 | 29 042 | 35 880 |

## Compagnies et destinations
| Compagnies          | Destinations                                        |
| ------------------- | --------------------------------------------------- |
| Air Corsica         | En saison : Ajaccio-Napoléon-Bonaparte              |
| Air France          | Paris-Charles de Gaulle                             |
| ASL Airlines France | En saison : Alger-Houari-Boumédiène                 |
| Ryanair             | Porto-F. Sá-Carneiro , Fès-Saïss , Londres-Stansted |

Actualisé le 24/12/2024
Le terminal Affaires accueille les vols de la compagnie Michelin Air Services, la compagnie aérienne du géant du pneumatique basé à Clermont-Ferrand et qui transporte les dirigeants, hauts-cadres et ingénieurs vers les sites industriels de Michelin (essentiellement vers l'Europe). En 2018, MAS a transporté 11 279 passagers de Clermont-Ferrand-Auvergne.

## Infrastructures
L'aéroport dispose d'un terminal de 17 600 m2 et d'une surface de stationnement pour les avions de 120 000 m2 (plus de 24 avions). Classé en catégorie B, il possède 3 pistes dont une revêtue de 3 015 m (08/26) équipée de 4 taxiways et d'un équipement pour l'atterrissage tous temps : ILS catégorie III et d'un balisage lumineux de catégorie III avec feux à éclats et rampe d'approche. Il peut accueillir tous types d'avion avec une force portante de 33 tonnes (DW) et 53 tonnes (DDW). La piste principale a été élargie et mise aux normes en août 2021 par le propriétaire-délégant (SMACFA), ces travaux classent la piste en code E et permettent d'accueillir des avions de type B777 sans restriction d'exploitation.
Il a un classement de sécurité incendie de niveau 7 avec un SSLIA (Service de Sauvetage et de Lutte contre les Incendies d'Aéronefs) pouvant répondre à un niveau 8.
Sa capacité annuelle de traitement est de 2 millions de passagers.
Les satellites 2 et 3 ne servent aujourd'hui quasiment plus, du fait de l'arrêt du hub de Regional.
Un plan d'investissements ambitieux, de plus de 42 millions pour le SMACFA et 13 millions d'euros pour la SEACFA sur 12 ans, est lancé à la suite de la reconduction du contrat de délégation de service public d'exploitation. Au programme : renouvellement du balisage de piste, création d'une raquette de retournement au seuil 26, renforcement du parking Fret, rénovation de la piste principale, construction d'un terminal affaires de 550 m2, rénovation des salles d'embarquement et remplacement de nombreux équipements.

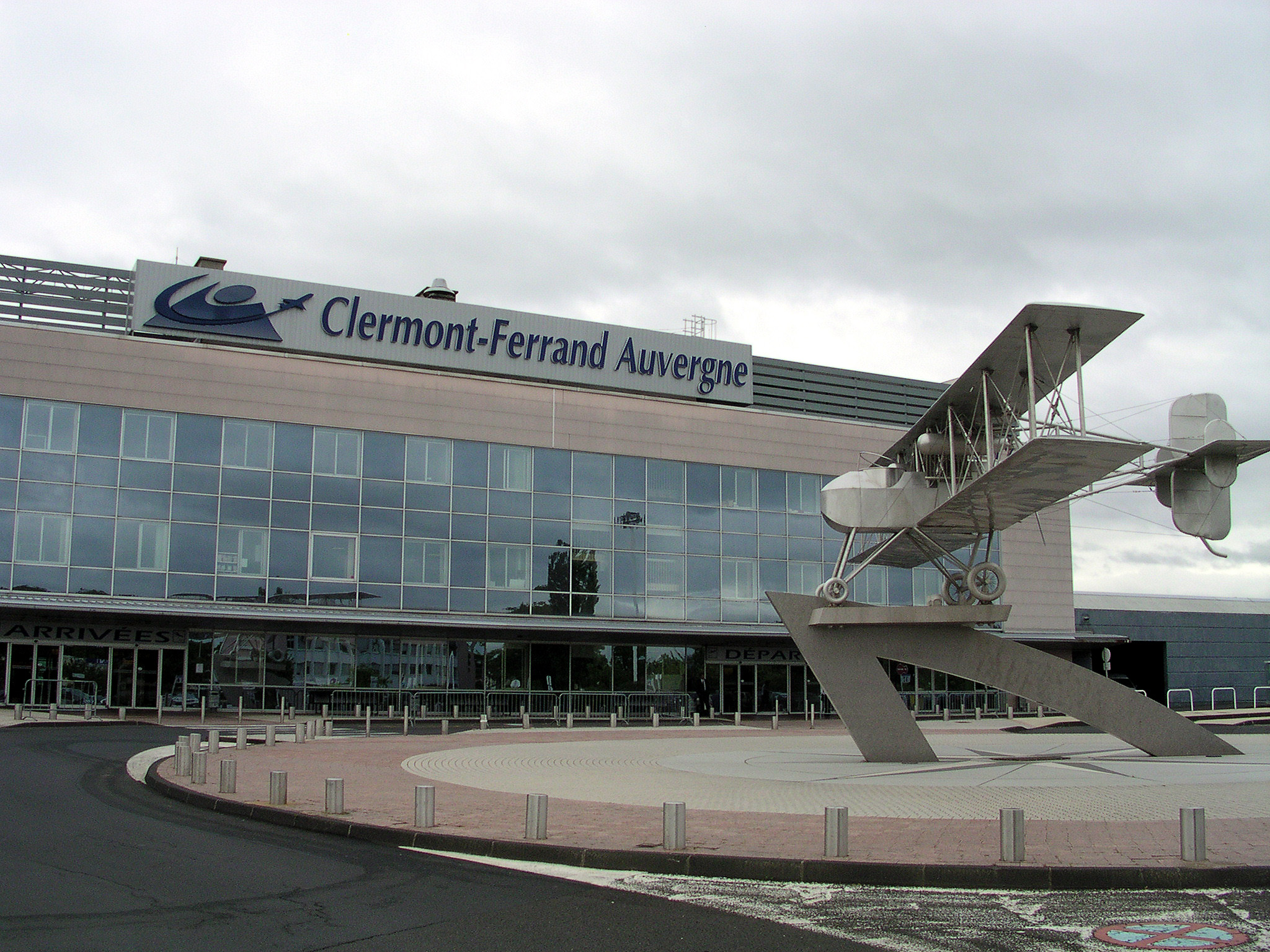
Breguet exposé devant l'aérogare
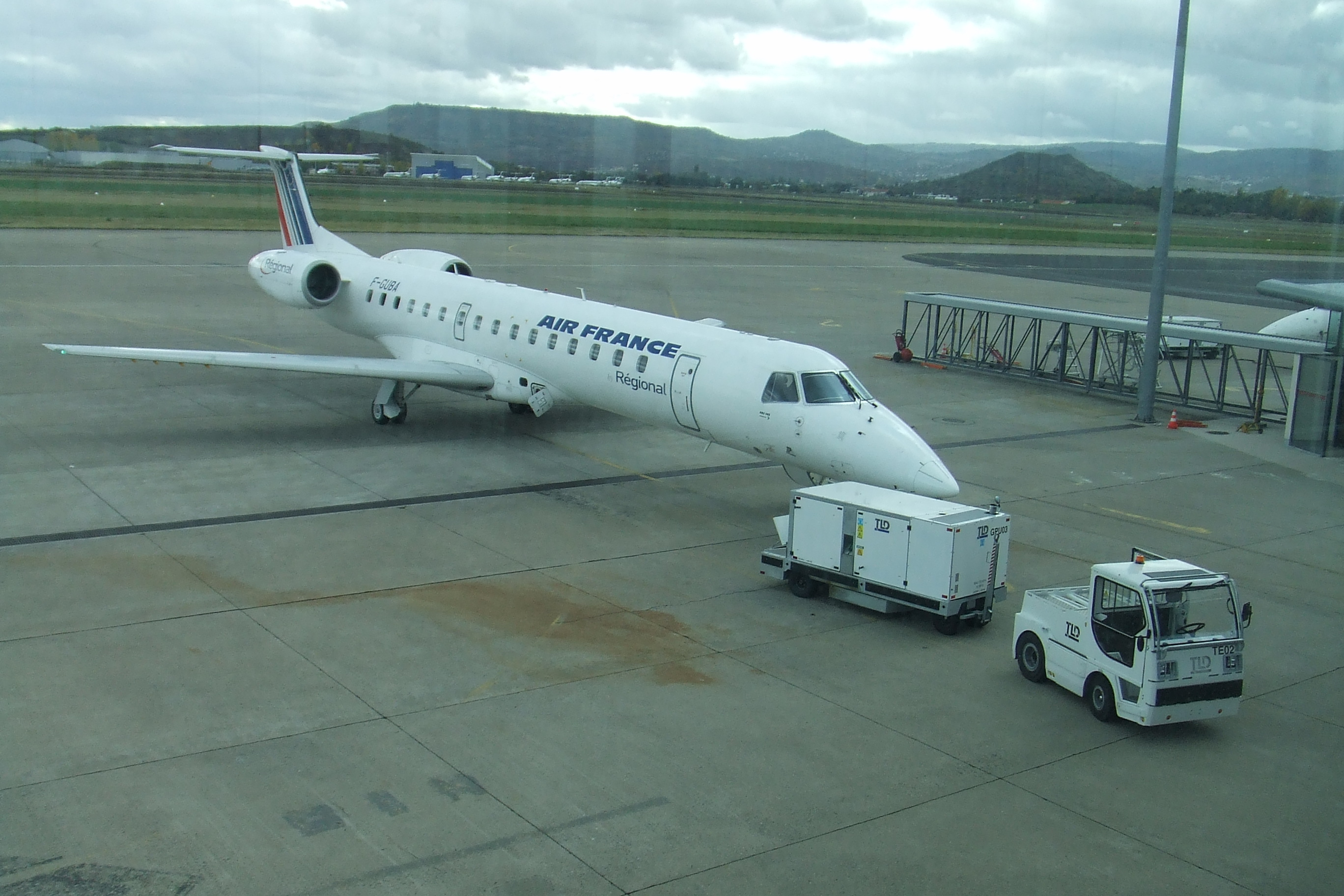
Embraer ERJ 145 stationnant à l'aéroport en 2009.
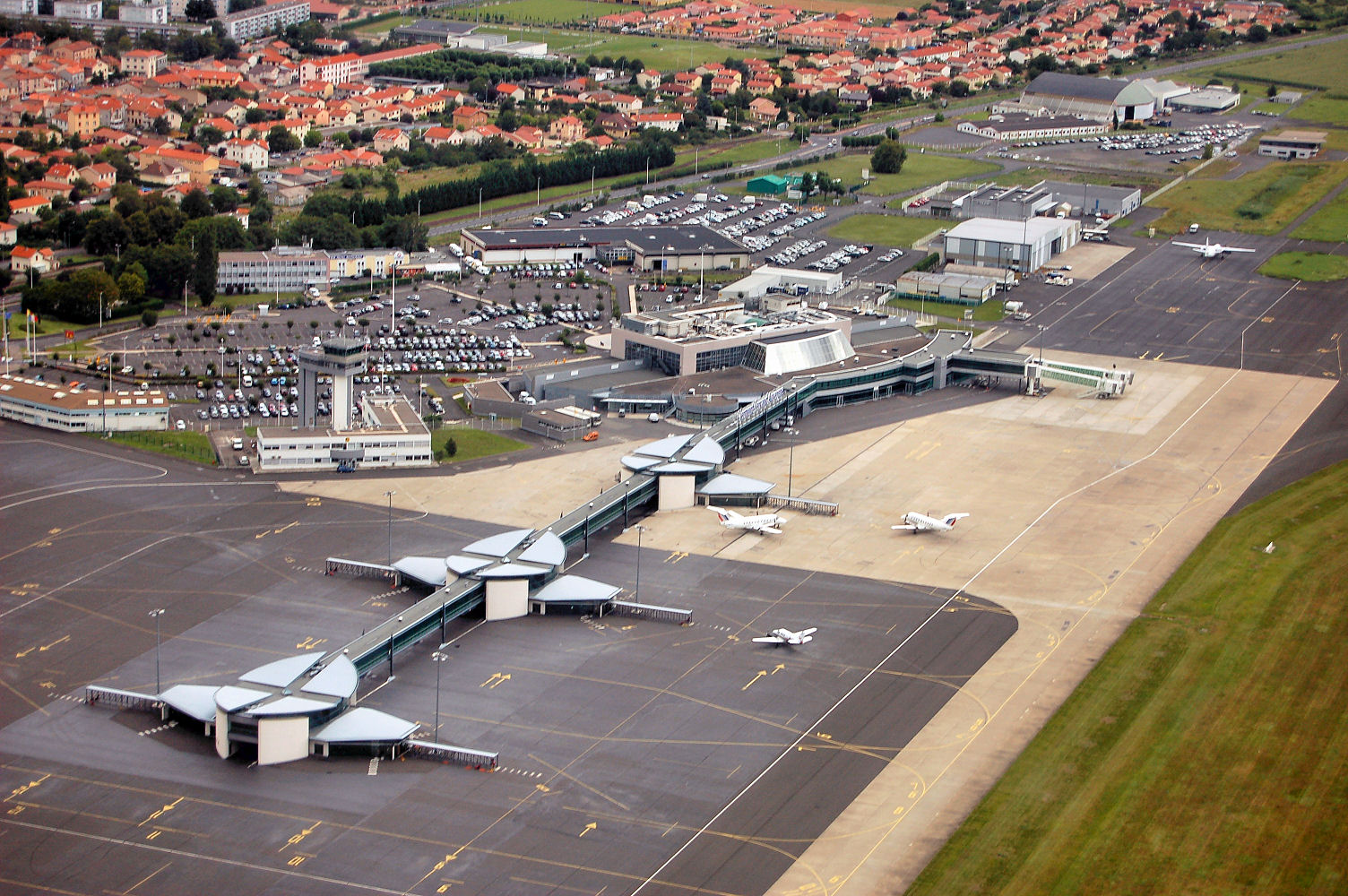
Vue aérienne de l'aérogare et des satellites en 2007.
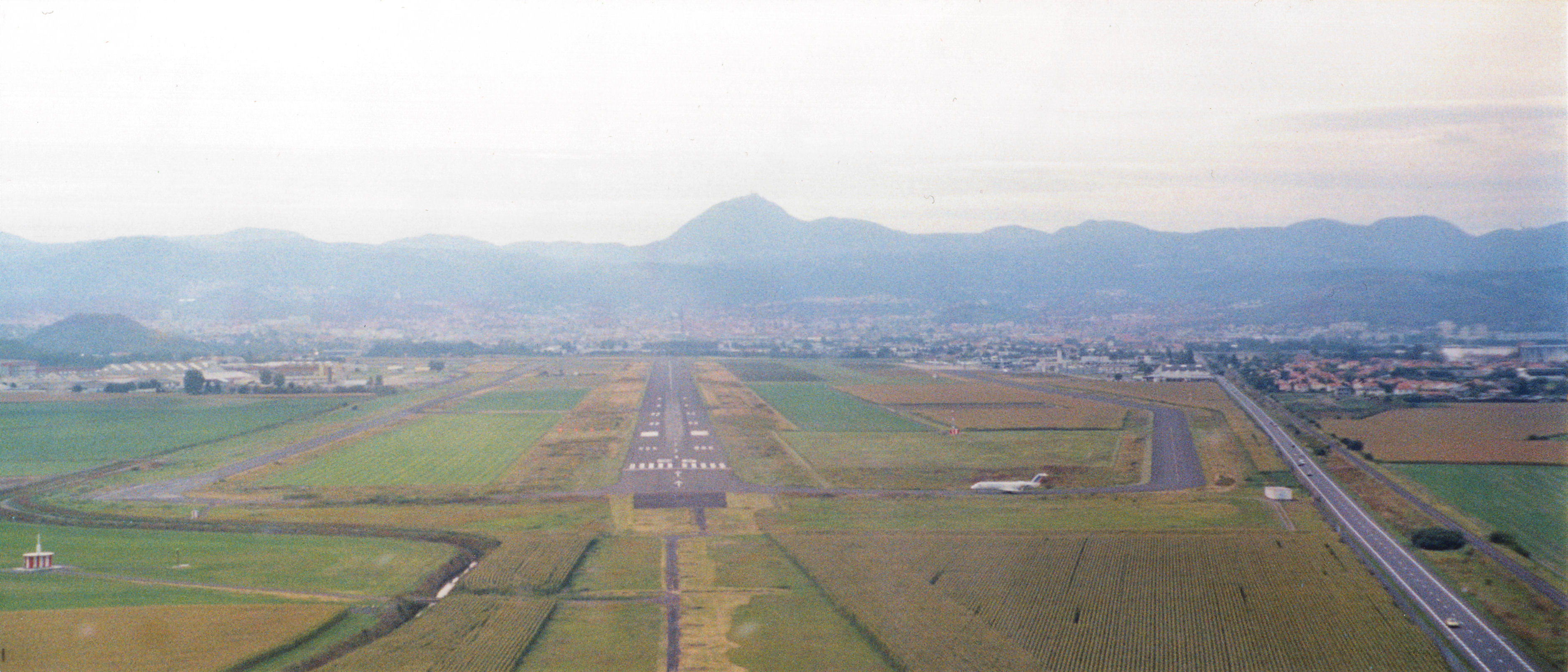
Les pistes avec la Chaîne des Puys en arrière-plan en 2006.
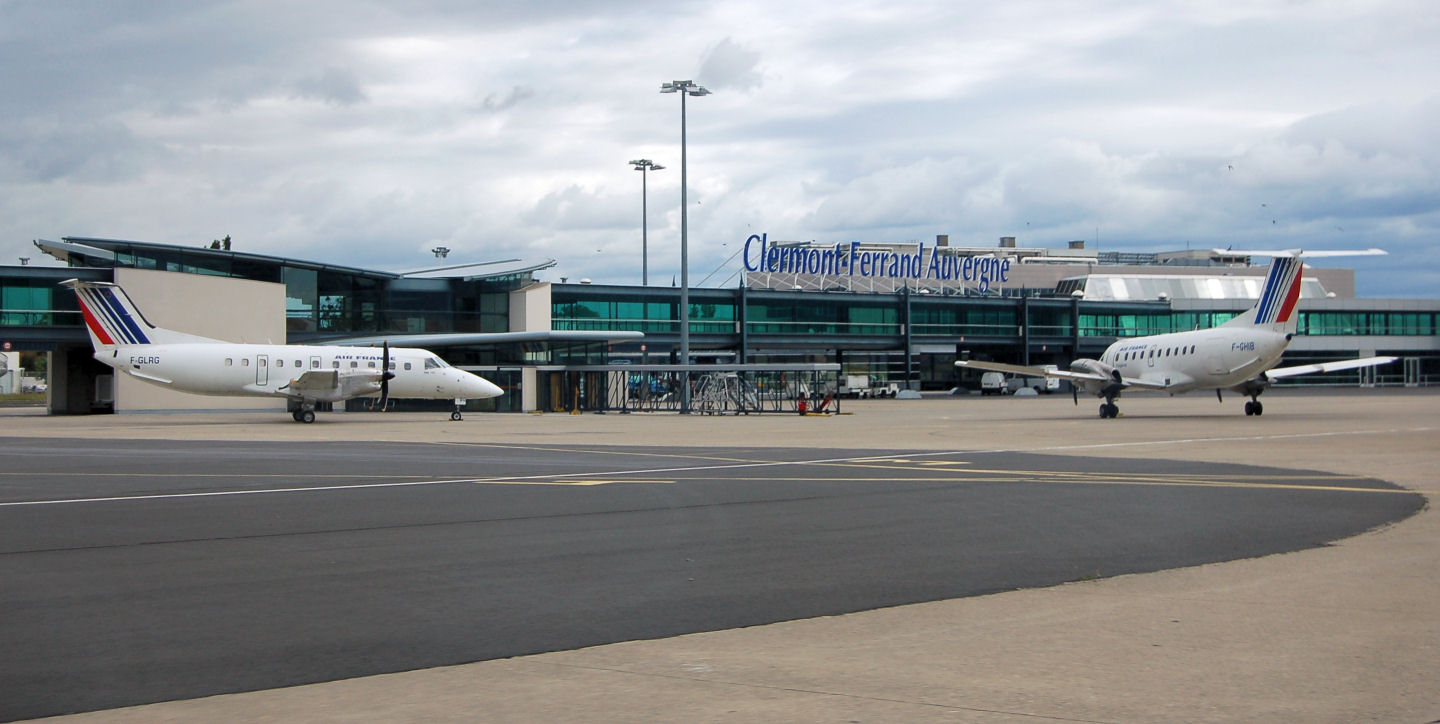
Terminal et satellites avec deux Embraer EMB 120 de Régional en 2007.

## Accidents
Le 28 décembre 1971, le Vickers Viscount F-BOEA d'Air Inter a été endommagé au-delà de la réparation économique quand il a quitté la piste lors un vol d'entraînement au cours d'une simulation de panne de moteur.
Le 27 octobre 1972, le Vickers Viscount 724 F-BMCH, assurant le vol 696 d'Air Inter, en route de Lyon vers Clermont-Ferrand, s'est écrasé à 4 km à l'ouest de Noirétable à cause du mauvais temps ; soixante personnes sont mortes, huit ont survécu. L'enquête a déterminé que l'équipage était à l'origine de l'accident ; il n'avait pas remarqué que le compas de l'avion s'était déplacé de 180 degrés, lors de l'orage et les signaux émis par Clermont-Ferrand, qui aurait donné instruction à l'équipage de piloter un circuit d'attente avant de recevoir l'autorisation de descendre à 3 600 pieds (1 097,28 m), n'ont pas été reçus.
Le 6 février 2008, un ATR de la compagnie régionale française Airlinair, avec vingt-six personnes à son bord, s'est posé en urgence à l'aéroport de Clermont-Ferrand. Assurant la liaison Béziers-Paris, après 45 minutes de vol, il a été frappé par la foudre, conduisant à une défaillance électrique et une dépressurisation. Les pilotes ont dû utiliser les masques à oxygène. Du côté des passagers, les effets ressentis étaient des bourdonnements d'oreilles et des nausées. Huit personnes ont été conduites au CHU de Clermont-Ferrand.

## Financements publics
Propriétaire de l’aéroport de Clermont-Ferrand, le SMACFA est financé non pas par des subventions publiques mais des contributions statutaires à hauteur de 3,2 millions d'euros par an. Elles sont versées par la région, le département et la métropole. Elles servent essentiellement au fonctionnement du SMACFA (3 ETP) et au programme d'investissements de plus de 42 millions sur 12 ans.
En novembre 2021, la compagnie aérienne Amelia bénéficie d'un contrat de gré à gré, régi par le principe d'opérateur en économie de marché, de 700 000 euros, signé avec le Syndicat mixte de l’aéroport de Clermont-Ferrand Auvergne pour relancer la liaison avec Paris-Orly. En parallèle, un courrier est envoyé par la chambre de commerce et d’industrie du Puy-de-Dôme à 30 000 entreprises pour les inciter à utiliser cette ligne aérienne. La compagnie aérienne ayant stoppé la ligne avant la fin du contrat, la somme finalement versée a été inférieure au montant prévu.

### Presse
- Dossier Aéroport d'Aulnat, La Montagne, 30 juin 2010, p. 6-7.